# クシシュトフ・ラジヴィウ
クシシュトフ・ラジヴィウ（ポーランド語:Krzysztof Radziwiłł；リトアニア語:Kristupas Radvila, 1585年3月22日 - 1640年9月19日）は、ポーランド・リトアニア共和国の貴族で、同時代における最も有名なマグナートの一人。公（帝国諸侯）でもあった。父クシシュトフ・ラジヴィウ・ピョルンと区別するため、姓の末尾に「小さい」を意味するムウォトシ（młodszy）、ないし2世を付ける場合もある。兄ヤヌシュ・ラジヴィウもマグナート・帝国諸侯である。

## 生涯
ビルジャイの領主で、1615年よりリトアニア野戦ヘトマン、1633年よりヴィリニュス城代及びヴィリニュス県知事、1635年よりリトアニア大ヘトマンなどを歴任し、モギリョフ、ビストシツァ、ジェジュマリェイ、セイェの代官であった。また1632年にはセイムの議長を務めた。一人息子のヤヌシュもリトアニア大ヘトマンの地位についた。
彼はバルト海地域において1621年から1622年までスウェーデンとの戦争に従軍し（ポーランド・スウェーデン戦争）、和平条約の締結に尽力した。スモレンスク戦争においてはリトアニア軍側の軍司令官であり、ロシア側の降伏を引き出す上で重要な役割を果たした。また1617年から1635年まで続いていたポーランド領リヴォニアにおけるスウェーデンとの抗争をも有利な方向に導いた。この戦争の後は軍務から退き、領地の経営に専念している。またカルヴァン派信徒として、リトアニアにおけるプロテスタントの偉大な擁護者としての役割を果たした。彼の所有していた巨大な厩舎は、ヨーロッパ中の貴族の垂涎の的だったという。
クシシュトフは熱烈なカトリック信徒だったジグムント3世には反感を持っていたが、宗教的には寛容路線をしいたその息子ヴワディスワフ4世には協力を惜しまなかった。共和国とハプスブルク帝国との同盟関係には反対していた彼は、ヴワディスワフにプロテスタントの王女との結婚を進言したが、国王がこれを拒んだため、国王の側近からは遠ざかった。クシシュトフの所領であるケダイネイはカルヴァン主義者たちの文化的・宗教的な中心地となり、19世紀に至るまでポーランドのプロテスタント教会の本拠地の地位を保ち続けた。